# Franc Brumnik (duhovnik)
Franc Brumnik, slovenski rimokatoliški duhovnik in narodni delavec, * 12. april 1913, Spodnja vas (nemško Untermitterdorf), Koroška, † 1991.

## Življenje in delo
V mašnika je bil posvečen poleti 1938 in nato služboval v več krajih narodnostno mešanega ozemlja na Koroškem. Leta 1968 je bil imenovan za 
dekana in prošta v Dobrli vasi. V času pastirovanja je bil med drugim še urednik tednika Nedelja in njegove priloge Otrok božji, rektor doma katoliške prosvete v Tinjah in od 1981 predsednik Družbe sv. Mohorja v Celovcu.